# Staphylococcus lugdunensis
Staphylococcus lugdunensis ist ein Bakterium aus der Gattung der Staphylokokken. Es wurde erstmals 1988 in Lyon beschrieben und nach dem lateinischen Namen für Lyon benannt. Nasale Stämme des Bakteriums produzieren einen antibiotisch wirkenden Stoff, der von seinen Entdeckern an der Universität Tübingen Lugdunin genannt wird.

## Merkmale

### Erscheinungsbild
Staphylococcus lugdunensis bildet unbewegliche, grampositive Kokken von 0,8 bis 1 µm Durchmesser. Sie wachsen einzeln, in Paaren, kleinen Clustern oder in drei bis fünf Zellen langen Ketten, Endosporen werden nicht gebildet.
Morphologie und Pigmentierung der Stämme sind variabel und abhängig von Nährmedium und Dauer der Inkubation. Staphylococcus lugdunensis bildet auf P-Agar und P-Agar mit Milch runde, glatte, glänzende Kolonien von 1 bis 4 mm Durchmesser nach 72 Stunden Inkubation bei 35 °C. Die Ränder der Kolonien sind recht flach, die Mitte etwas erhöht. Manche Kolonien sind rau und matt mit unregelmäßigen Rändern. Die Farbe der Kolonien ist nach 1 bis 2 Tagen je nach Stamm schwach gelblich und nach 3 bis 5 Tagen blass gelblich bis goldfarben oder cremefarben.

### Wachstum und Stoffwechsel
Wie für Staphylococcus-Arten üblich, verlaufen der Katalase-Test positiv und der Oxidase-Test negativ. Staphylococcus lugdunensis ist fakultativ anaerob, d. h., er kann mit oder ohne Sauerstoff wachsen. Ohne Sauerstoff wird eine Gärung zur Energiegewinnung durchgeführt, bei der aus Glucose vor allem D-(−)-Lactat (das Anion der D-(−)-Milchsäure) gebildet wird. Weitere Informationen sind im Abschnitt Nachweise zu finden.
Für die Kultivierung sind gängige Nährmedien geeignet, die Bakterien lassen sich auf dem in der Erstbeschreibung nicht näher definierten P-Agar, aber auch auf Columbia-Blutagar, Casein-Soja-Pepton-Agar (CASO-Agar) und in Hirn-Herz-Bouillon anzüchten. Auf Columbia-Agar mit 5 % Schafblut entwickeln die Kolonien einen charakteristischen Geruch, der an als Bleichmittel verwendete Hypochlorite erinnert und auch für Eikenella corrodens typisch ist. Auch auf Columbia-Agar mit Kalbblut oder Menschenblut wird dieser Geruch gebildet, aber nicht bei Verwendung von Pferdeblut. Es wird vermutet, dass der Geruch ein Abbauprodukt bestimmter Fettsäuren in den Erythrozyten ist, die sich je nach Herkunft der roten Blutkörperchen unterscheiden.
Staphylococcus lugdunensis ist mesophil, optimales Wachstum erfolgt bei einer Temperatur von 37 °C, gutes Wachstum erfolgt im Temperaturbereich von 30–45 °C, schwaches Wachstum bei 20 °C. Das Bakterium ist halotolerant und wächst in Nährmedien mit einer Natriumchlorid-Massenkonzentration von 100 g/l (10 % (w/v)) gut, bei einer NaCl-Massenkonzentration von 150 g/l (15 % (w/v)) erfolgt noch schwaches Wachstum.

### Chemotaxonomische Merkmale
Die bei grampositiven Bakterien aus vielen Murein-Schichten aufgebaute Zellwand ist vom Typ A3alpha L-Lys-Gly5-6. Die in den Mureinschichten verankerten Teichonsäuren enthalten Glycerol, Glucose und Glucosamin.

### Antibakterielle Substanzen
Staphylococcus lugdunensis reagiert wie folgt auf antibakterielle Substanzen: Er ist resistent gegenüber Lysozym (400 mg/ml) und den Bacteriocinen Bacitracin und vibriostatische Komponente O/129. Hingegen ist das Bakterium empfindlich gegenüber dem Bacteriocin Lysostaphin (25 mg/ml) und gegenüber dem Antibiotikum Novobiocin (0,12 µg/ml). Die bei der Erstbeschreibung durchgeführten Antibiogramme zeigen ähnliche Ergebnisse von S. lugdunensis und Staphylococcus aureus ATCC 29213, die Bakterien sind beispielsweise empfindlich gegenüber Penicillin G, Oxacillin, Gentamicin, Erythromycin und Clindamycin.

### Genetik
Der GC-Gehalt, also der Anteil der Nukleinbasen Guanin und Cytosin in der Bakterien-DNA, liegt beim Typusstamm N860297 bei 32 Molprozent. Neuere Sequenzierungen des Genoms zeigen einen GC-Gehalt von etwa 33,9 Molprozent. Derzeit (Stand 2020) sind 17 komplette Genomsequenzierungen verschiedener Stämme erfolgt, das Genom liegt als ringförmiges Bakterienchromosom vor und weist eine Größe von 2.540 bis 2.695 Kilobasenpaaren (kb) auf. Im Genom des Typusstamms sind 2.422 codierende Gene vorhanden, bei 2.292 davon handelt es sich um vermutete Gene im Hinblick auf die Annotation für Proteine. Außerdem wurden 51 Pseudogene, 59 tRNAs und 16 rRNAs identifiziert. Durch einige Sequenzierungen konnten Plasmide nachgewiesen werden, ihre Größe liegt zwischen 3 und 12 kb.

### Pathogenität
Staphylococcus lugdunensis wird durch die Biostoffverordnung in Verbindung mit der TRBA (Technische Regeln für Biologische Arbeitsstoffe) 466 der Risikogruppe 2 zugeordnet. Die für einige Staphylococcus-Spezies typischen Virulenzfaktoren, wie beispielsweise die Enterotoxine A, B und C, TSST-1 (Toxic-Shock-Syndrom-Toxin-1) und Exfoliatin werden von S. lugdunensis nicht gebildet. Auf Columbia-Agar mit 5 % Schafblut erfolgt eine schwache Hämolyse, es handelt sich um β-Hämolyse, die nach zwei Tagen Inkubation sichtbar wird. Auf Columbia-Agar mit 5 % Pferdeblut erfolgt keine Hämolyse.

### Nachweise
Biochemische Merkmale, wie beispielsweise die vorhandenen Enzyme und die daraus resultierenden Stoffwechseleigenschaften können in einer Bunten Reihe zur Identifizierung von Staphylococcus lugdunensis bzw. zur Unterscheidung von anderen Staphylococcus-Arten genutzt werden. S. lugdunensis verwertet die folgenden Kohlenhydrate und Zuckeralkohole unter Säurebildung: D-Glucose, D-Fructose, D-Mannose, Lactose, Maltose, Saccharose, Trehalose und Glycerol. Keine Verwertung unter Säurebildung erfolgt bei L-Arabinose, D-Ribose, D-Xylose, Cellobiose, Melibiose, Raffinose, D-Mannitol und Xylitol.
Nitrat wird zu Nitrit reduziert und aus Pyruvat wird Acetoin gebildet (positive Voges-Proskauer-Reaktion). Weiterhin verfügt S. lugdunensis über die Enzyme Ornithindecarboxylase (ODC), Pyrolidonyl-Aminopeptidase und N-Acetyl-β-D-glucosaminidase zur Spaltung von N-Acetylglucosamin. Hingegen fällt der Nachweis der Enzyme alkalische Phosphatase, Arginindihydrolase (ADH), β-Galactosidase und β-Glucuronidase negativ aus. Diese Untersuchungen können für miniaturisierte Testsysteme (z. B. das API-ID-32 Staph-System) verwendet werden. Die Ergebnisse für Staphylococcus lugdunensis sind in der frei zugänglichen Datenbank BacDive der DSMZ (Deutsche Sammlung von Mikroorganismen und Zellkulturen) einsehbar. Auch gerätetechnisch automatisierte Systeme (z. B. das Vitek-System) basieren auf den Stoffwechseleigenschaften.
Die für einige Vertreter der Gattung typischen Enzyme bzw. Reaktionen treten bei S. lugdunensis nicht auf, die Koagulase-Reaktion ist negativ, es wird keine hitzestabile Nuklease und keine Staphylokinase gebildet. Allerdings wird wie bei Staphylococcus aureus der Clumping-Faktor A gebildet, der mit menschlichem Blutplasma reagiert. Der charakteristische Geruch der Kolonien auf Columbia-Agar mit 5 % Schafblut kann als Hinweis auf S. lugdunensis dienen.

## Bedeutung

### Vorkommen
Staphylococcus lugdunensis gehört zu den Koagulase-negativen Staphylokokken, ist ein Teil der Hautflora und besiedelt gewöhnlich das Perineum. Die bei der Erstbeschreibung untersuchten elf Stämme wurden aus Blut, von einem Intrauterinpessar („Spirale“), einer Thoraxdrainage, einer Abszessdrainage, dem Bauchnabel und einem Achsellymphknoten isoliert. Normalerweise gehört das Bakterium jedoch als Ektokommensale zur normalen Hautflora der Leistenregion und weiteren Körperregionen, die apokrine Schweißdrüsen aufweisen, wie die Achsel, der Gehörgang, das Augenlid und der Warzenhof der weiblichen Brust. Das Bakterium ist bei Frauen in höherer Anzahl als bei Männern vorhanden.

### Medizinische Bedeutung
Staphylococcus lugdunensis kann in seltenen Fällen zu einer Endokarditis an einer der Herzklappen führen, häufiger ist das Bakterium an oberflächigen Infektionen der Haut beteiligt. Laut einer Analyse dänischer Wissenschaftler von 491 durch S. lugdunensis verursachten Infektionen handelte es sich in 36 % der Fälle um Abszesse der Haut, in 25 % um Wundinfektionen und in 13 % um Paronychien (Nagelbettentzündungen). 3 % der Fälle betrafen schwere, invasiv verlaufende Infektionen, wie sie auch von Staphylococcus aureus verursacht werden können. Die Wissenschaftler schlussfolgern, dass S. lugdunensis ein häufiger Krankheitserreger im Zusammenhang mit Infektionen der Haut und der Weichteilgewebe ist, der aufgrund unzureichender Diagnostik mit anderen Koagulase-negativen Staphylokokken verwechselt wird. Im Hinblick auf die klinischen Erscheinungen lassen sich diese Infektionen durch S. lugdunensis bzw. S. aureus (Koagulase-positiv) nicht unterscheiden.
Eine systematische Übersichtsarbeit (Review) aus dem Jahr 2011 führt S. lugdunensis als eine Ursache für Osteomyelitis (Knochenmarksentzündung), septische Arthritis und postoperative Endophthalmitis auf. Im Vergleich mit anderen Koagulase-negativen Staphylokokken scheint die Mortalität bei durch S. lugdunensis verursachter Endokarditis höher zu sein. Daher sollten Fälle von Bakteriämie auch auf Endokarditis untersucht werden.
Infektionen durch implantierte Medizinprodukte werden häufig durch Koagulase-negative Staphylokokken sowie S. aureus verursacht. Dies trifft auch auf S. lugdunensis zu, der Biofilme bilden kann, die die Bakterien vor Antibiotika und Abwehrreaktionen des Immunsystems schützen. Die Biofilme von S. lugdunensis enthalten Proteine.

### Produktion von Bacteriocinen
Staphylococcus lugdunensis produziert ein Bacteriocin, das nach dem Epitheton als Lugdunin bezeichnet wird. Das vor allem von nasal vorkommenden Stämmen gebildete Lugdunin verhindert die Besiedlung mit S. aureus. Die Untersuchung von Nasenabstrichen von 187 Personen ergab, dass bei Personen mit einer nasalen Besiedlung mit S. lugdunensis nur in 5,9 % der Fälle auch S. aureus dort nachweisbar ist. Wenn hingegen S. lugdunensis nicht in der Nase vorhanden ist, lässt sich S. aureus dort in 34,7 % der Fälle nachweisen. Damit ist Lugdunin bzw. das diesen Stoff produzierende Bakterium geeignet, die Wahrscheinlichkeit von Infektionen durch S. aureus zu verringern.

## Systematik und Etymologie
Staphylococcus lugdunensis ist eine von mehr als 50 Arten der Gattung Staphylococcus Rosenbach 1884 (Approved Lists 1980) aus der Familie der Staphylococcaceae Schleifer & Bell 2010. Phänotypisch ähnelt S. lugdunensis der Art Staphylococcus hominis, ist jedoch ODC-positiv und weist den Fibrinogen Affinitätsfaktor auf. Staphylococcus lugdunensis Freney et al. 1988 ist durch den Typusstamm N860297 definiert. Der aus einem Achsellymphknoten isolierte Typusstamm wird in weiteren Stammsammlungen als ATCC 43809, CCUG 25348, CIP 103642, DSM 4804, LMG 13346, NCTC 12217 und NRRL B-14774 geführt.
Die im Rahmen der Erstbeschreibung untersuchten Bakterien stammten aus medizinischen Proben, die in Lyon, Frankreich gesammelt wurden. Freney et al. wählten diesen Ort für das Epitheton, lugdunensis ist das lateinische Adjektiv von Lugdunum, dem lateinischen Namen von Lyon. Durch die gleiche Untersuchung wurde eine weitere Spezies erstbeschrieben, es handelt sich um Staphylococcus schleiferi.